# Andreas Ekberg
Lars Christian Andreas Ekberg (Malmö, 2 gennaio 1985) è un ex arbitro di calcio svedese.

## Carriera
Ekberg ha iniziato ad arbitrare all'età di 13 anni. Nel 2001 ha diretto le sue prime partite nei campionati di Division 6 e Division 7. Nel 2004 è diventato arbitro federale (förbundsdomare), mentre nel 2007 ha fatto il suo esordio nel campionato nazionale di Superettan. Quando il 19 luglio 2009 ha debuttato nel massimo campionato svedese, dirigendo la sfida tra Gefle e Helsingborg, è diventato a tutti gli effetti il più giovane arbitro della storia dell'Allsvenskan con i suoi 24 anni, 6 mesi e 17 giorni.. Nel 2013 ha ricevuto il premio di arbitro dell'anno dalla Federcalcio svedese. Sempre nel 2013 è diventato arbitro FIFA. Il 21 maggio 2014 ha diretto la finale degli Europei Under-17 tra Olanda e Inghilterra. Un anno dopo, il 16 luglio 2015, è stato scelto per la semifinale degli Europei Under-19 tra Francia e Spagna.
Nel 2019 è stato selezionato ufficialmente per gli Europei Under-21 in Italia e San Marino, nel quale ha diretto due gare. Due anni più tardi ha arbitrato una gara (Austria-Macedonia del Nord) di Euro 2020, manifestazione che in realtà si è svolta nel 2021 a causa della pandemia di COVID-19.
Nel settembre 2023 si è preso una pausa dall'arbitraggio per motivi personali. Da allora non ha più arbitrato, tanto che nel novembre 2024 è stata resa nota la notizia del suo addio definitivo al calcio.